# Sidemia
Sidemia is een geslacht van vlinders van de familie Uilen (Noctuidae).

## Soorten
- S. abrupta Eversmann, 1854
- S. albipuncta Bang-Haas, 1927
- S. contecta Graeser, 1892
- S. dimorpha Rungs, 1950
- S. discalis Brandt, 1941
- S. fulva Rothschild, 1914
- S. judaica Staudinger, 1897
- S. oberthuri Rothschild, 1920
- S. plebeja Staudinger, 1888
- S. speciosa Bremer, 1864
- S. spilogramma (Rambur, 1871)
- S. spodopterodes Hampson, 1908
- S. zollikoferi Freyer, 1836